# Ціньхуандао
Ціньхуанда́о — місто в північній частині Китаю, провінція Хебей, незамерзаючий порт в Ляодунській затоці Жовтого моря. Населення 2 805 400 осіб.

## Клімат
Місто знаходиться у зоні, котра характеризується вологим континентальним кліматом зі спекотним літом. Найтепліший місяць — липень із середньою температурою 25 °C (77 °F). Найхолодніший місяць — січень, із середньою температурою -6.1 °С (21 °F).
| Клімат Ціньхуандао      | Клімат Ціньхуандао | Клімат Ціньхуандао | Клімат Ціньхуандао | Клімат Ціньхуандао | Клімат Ціньхуандао | Клімат Ціньхуандао | Клімат Ціньхуандао | Клімат Ціньхуандао | Клімат Ціньхуандао | Клімат Ціньхуандао | Клімат Ціньхуандао | Клімат Ціньхуандао | Клімат Ціньхуандао |
| Показник                | Січ.               | Лют.               | Бер.               | Квіт.              | Трав.              | Черв.              | Лип.               | Серп.              | Вер.               | Жовт.              | Лист.              | Груд.              | Рік                |
| Абсолютний максимум, °C | 11                 | 15                 | 22                 | 26                 | 31                 | 40                 | 36                 | 32                 | 31                 | 27                 | 18                 | 12                 | 40                 |
| Середній максимум, °C   | 0                  | 2                  | 7                  | 15                 | 22                 | 25                 | 28                 | 28                 | 25                 | 18                 | 8                  | 1                  | 15                 |
| Середня температура, °C | −5                 | −3                 | 2                  | 10                 | 16                 | 21                 | 24                 | 24                 | 19                 | 12                 | 3                  | −3                 | 10                 |
| Середній мінімум, °C    | −11                | −8                 | −2                 | 5                  | 11                 | 17                 | 21                 | 20                 | 14                 | 7                  | −1                 | −8                 | 5                  |
| Абсолютний мінімум, °C  | −21                | −16                | −12                | −3                 | 3                  | 7                  | 11                 | 13                 | 3                  | −6                 | −12                | −20                | −21                |
| Норма опадів, мм        | 0                  | 0                  | 10                 | 10                 | 60                 | 80                 | 180                | 200                | 70                 | 10                 | 10                 | 0                  | 670                |
| Днів з дощем            | 1                  | 1                  | 2                  | 3                  | 8                  | 7                  | 12                 | 13                 | 9                  | 2                  | 1                  | 2                  | 68                 |
| Вологість повітря, %    | 46                 | 53                 | 56                 | 56                 | 55                 | 71                 | 82                 | 78                 | 69                 | 61                 | 55                 | 51                 | 61                 |
| ----------------------- | ------------------ | ------------------ | ------------------ | ------------------ | ------------------ | ------------------ | ------------------ | ------------------ | ------------------ | ------------------ | ------------------ | ------------------ | ------------------ |
| Джерело: Weatherbase    |                    |                    |                    |                    |                    |                    |                    |                    |                    |                    |                    |                    |                    |

## Адміністративний поділ
Міський округ поділяється на 4 райони та 3 повіти (один з них є автономним):
| Карта                                                                  | Карта           | Карта          | Карта            |
| ---------------------------------------------------------------------- | --------------- | -------------- | ---------------- |
| Цінлун-Маньчжур Лулун Чанлі Фунін ① Хайган ② ① Бейдайхе ② Шаньхайгуань |                 |                |                  |
| Статус                                                                 | Назва           | Оригінал       | Населення (2020) |
| Міський район                                                          | Бейдайхе        | 北戴河区       | 130 104          |
| Міський район                                                          | Фунін           | 抚宁区         | 365 943          |
| Міський район                                                          | Хайган          | 海港区         | 1 165 000        |
| Міський район                                                          | Шаньхайгуань    | 山海关区       | 220 000          |
| Повіт                                                                  | Лулун           | 卢龙县         | 333 942          |
| Повіт                                                                  | Чанлі           | 昌黎县         | 487 989          |
| Автономний повіт                                                       | Цінлун-Маньчжур | 青龙满族自治县 | 431 138          |